# Würfelzucker TV
Würfelzucker TV war ein deutscher Musiksender, ansässig in Essen.
Würfelzucker TV war ein Spartenprogramm für Musik, der sämtlichen Musikrichtungen und auch Newcomern eine Plattform bieten wollte. Offizieller Sendestart war am 15. September 2006. Der erste Clip, der gespielt wurde, war Gekommen um zu bleiben von der Band Wir sind Helden. Der Sendebetrieb über Astra wurde aufgrund eines neuen Gesellschafters eingestellt, per Internetstream war der Sender noch bis Dezember 2007 zu empfangen. Im Mai 2008 wurde die Webseite des Senders endgültig geschlossen. Als Abschiedsbild war dort ein leerer Gitarrenkasten zu sehen. Mittlerweile steht die Domain zum Verkauf.

## Empfangsdaten bis zur Einstellung des Sendebetriebs
Der Empfang von Würfelzucker TV war im Internet via Livestream möglich. Die unverschlüsselte Verbreitung über den Satelliten Astra 1F wurde am 15. Mai 2007 nach eigener Aussage kurzzeitig unterbrochen. Den Sendeplatz übernahm der digitale Spartensender für Medien und Technologie DrDish Television. Damit war auch der Empfang im digitalen Kabelnetz von Kabel BW und wilhelm.tel nicht mehr möglich.
Würfelzucker TV stellte den Sendebetrieb via Internet Livestream sowie die Website am 21. Mai 2008 ein.